# Polkton (Carolina del Nord)
Polkton è un comune degli Stati Uniti d'America, situato in Carolina del Nord, nella contea di Anson.